# فرودگاه کبیر
فرودگاه کبیر (به انگلیسی: Kebir Airport) یک فرودگاه همگانی است . این فرودگاه در کشور چاد قرار دارد .